# ジョージ・マッカートニー
ジョージ・マッカートニー（George McCartney, 1981年4月29日 - ）は、北アイルランド・ベルファスト出身の元同国代表サッカー選手。現役時代のポジションはDF（主にLSB）。

## 経歴
北アイルランドのベルファストに生まれ、サンダーランドAFCのユースで育つ。同クラブでプロデビューを果たすと、2004-05シーズンにはフットボールリーグ・チャンピオンシップ優勝に貢献し、クラブのMVP及びリーグのベストイレブンに選出された。2008年8月8日、ウェストハム・ユナイテッドFCに100万ポンドで移籍し4年契約を結んだ。2012-13シーズンよりウェストハムに再び完全移籍で加入した。

## 所属クラブ
- サンダーランドAFC 1998-2006
- ウェストハム・ユナイテッドFC 2006-2008
- サンダーランドAFC 2008-2012

→  リーズ・ユナイテッドAFC 2010-2011 (loan)
→  リーズ・ユナイテッドAFC 2011 (loan)
→  ウェストハム・ユナイテッドFC 2011-2012 (loan)
- ウェストハム・ユナイテッドFC 2012-2014

## タイトル

### クラブ
- フットボールリーグ・チャンピオンシップ : 2004-05

### 個人
- サンダーランド年間最優秀選手 : 2004-05
- PFA年間ベストイレブン（フットボールリーグ） : 2004-05
- ウェストハム年間最優秀選手 : 2011-12